# Igazi vadon élő állatok
Az Igazi Vadon élő állatok (angolul Really Wild Animals) egy National Geographic Society által készített oktató jellegű sorozat, amely az állatok világát mutatja be, kifejezetten 3 éven felüli gyerekeknek. A sorozat célja, hogy játékos és élvezetes formában ismertesse meg a fiatal nézőkkel a természet sokszínűségét, a különböző élőhelyeket és azok lakóit, miközben felhívja a figyelmet a természetvédelem fontosságára.
A műsorban fülbemászó, könnyen megjegyezhető dalok hangzanak el, amelyeket Náray Erika és Winand Gábor (jazz zenész) énekelnek a magyar változatban. Az első három részben 5 dal hallható, a további epizódokban 4 dal csendül fel, amelyek az egyes részek témájához kapcsolódva színesítik a műsort és segítik a gyerekek számára az információk könnyebb megértését és megjegyzését.

## Bukfenc
Bukfenc, a bolyongó földgolyó (eredeti nevén Spin), a sorozat kedves és humoros animált házigazdája. Az eredeti angol változatban Dudley Moore kölcsönzi a hangját, míg magyarul Józsa Imre és Mikó István szólaltatják meg. Bukfenc végigkalauzolja a fiatal nézőket a különböző földrészeken, bemutatva az ott élő állatokat, érdekességeket, sajátos tulajdonságokat. Játékos, interaktív módon ismerteti meg a gyerekeket a világ természeti csodáival, miközben személyes élményeit, gondolatait is megosztja.

## VHS/DVD
Az Igazi Vadon élő állatok sorozat epizódjai eredetileg 1993 és 1996 között készültek, és abban az időben VHS-kazettán jelentek meg. Az Egyesült Államokban 2005-től már DVD-n is megvásárolhatóak az epizódok, Magyarországon pedig 2009-től váltak elérhetővé DVD formátumban, így a mai napig könnyen hozzáférhetők mind az otthoni, mind az iskolai tanuláshoz.
Az első három rész – Táncos Szafari, Ausztrália csodái, valamint Kalandozás a tengerek mélyén – próbaepizódként jelentek meg, melyek nagy népszerűségük miatt vezettek a sorozat folytatásához.

### 1. Évad
- Táncos Szafari

Az Igazi Vadon élő állatok sorozat első epizódja, amely az afrikai állatvilágot mutatja be. Az epizódban olyan állatokkal ismerkedhetünk meg, mint az afrikai elefánt, a zebra, a csimpánz, a szurikáta és az oroszlán. A rész játékos módon mutatja be ezeknek az állatoknak a mindennapjait, viselkedését, és az afrikai szavanna életét.
- Ausztrália csodái

Ez az epizód Ausztrália egyedi és különleges állatvilágát ismerteti. A nézők találkozhatnak kenguruval, kacsacsőrű emlősszel, emuval, dingóval és koalaval, miközben betekintést kapnak a kontinens különleges élőhelyeibe, például az esőerdőkbe és a félsivatagokba.
- Kalandozás a tengerek mélyén

Ebben a részben a tengerek élővilága kerül a középpontba, beleértve a Nagy-korallzátony csodálatos élőlényeit is. Az epizódban feltűnik a delfin, a polip, a cápa, a pingvin és a bálna, miközben a gyerekek megismerhetik a tenger ökoszisztémájának működését, a vándorló fajokat és a tengeri élőlények alkalmazkodását.
- A trópusi esőerdő világa

Az első olyan rész, amelyben Bukfenc vize világoskék színű. Az epizód a dél-amerikai esőerdők állatvilágát mutatja be, többek között a jaguár, levélvágó hangya, bőgőmajmok, hárpia, lajhár és Kínai folyamidelfin bemutatásával. A rész kitér az esőerdők élőhelyeinek fontosságára és gazdag biodiverzitására is.
- Csodálatos Észak-Amerika

Ez az epizód Észak-Amerika változatos élővilágát tárja a nézők elé, olyan állatokkal, mint a földimókus, jegesmedve, mosómedve, aligátor és teknős. A részben hangsúlyt kap a különböző éghajlatokhoz való alkalmazkodás és az élőhelyek védelme.
- Ázsiai kalandok

Az epizód Ázsia különleges állatait mutatja be, köztük a tengerikígyót, fehérhasú rétisast, nagyorrú majomot, arab bejzat, tigrist és óriáspandat. A részben szó esik az ázsiai élőhelyek változatosságáról és az állatok védelmének szükségességéről is.
- Sarki séta

Az első rész, amelyben Bukfenc magyar hangja Mikó István. Az epizód a sarkvidékek állataival foglalkozik, többek között a pingvin, kardszárnyú delfin, jegesmedve, rénszarvas és rozmár életével, bemutatva az extrém hideghez való alkalmazkodásukat.
- Forró ebek, hűvös cicák

Ez a rész a házi kedvencek, a macska és a kutya vad rokonait, valamint azok természetes ösztöneit mutatja be. Bukfenc világ körüli útja során meglátogat jaguárokat, afrikai hiénakutyákat, oroszlánokat, pumákat és prérifarkasokat is, rávilágítva, hogy a háziállatok viselkedése szorosan kötődik vad őseikhez.

### 2. Évad
- Dinoszauruszok és más furcsa lények

Ez az első epizód, amelyben Bukfenc az űrben jelenik meg, míg az előző részekben az égen utazott. Az epizód a dinoszauruszok és csúszómászók világát, valamint azok történetét dolgozza fel, bemutatva, hogyan alakultak ki a mai állatfajok.
- Majom dolgok és más családi furcsaságok

A rész fókuszában a majmok társas élete, családi kapcsolatai, valamint más állatok szokatlan családi struktúrái állnak. Különlegessége, hogy például az ökörbékáknál a hím neveli egyedül az ebihalakat, és a polip is példaként szolgál az állati szülői gondoskodás sokféleségére.
- Szafari a farm gazdaságban

Ebben az epizódban juh, disznó, pulyka, tehén és ló jelenik meg, miközben Bukfenc bemutatja a háziállatok és gazdasági állatok fontosságát, valamint találkozik olyan állatvédőkkel, akik életüket a veszélyeztetett fajok megmentésének szentelik.
- Állati építő mesterek

A részben olyan állatok tűnnek fel, mint a termesz, hód, szövőmadár, szalangána, továbbá bemutatja a gnúk és hattyúlúdak vándorlását, és az állatok által épített lenyűgöző építményeket is.
- Titkos állati fegyverek

Ebben az epizódban Bukfenc feltárja, hogy az állatok milyen titkos eszközöket, védekező mechanizmusokat használnak a túlélés érdekében, és szó esik a szigetek különleges állatairól is.

## Fordítás
- Ez a szócikk részben vagy egészben  a   Really Wild Animals című angol Wikipédia-szócikk fordításán alapul.  Az eredeti cikk szerkesztőit annak laptörténete sorolja fel. Ez a jelzés csupán a megfogalmazás eredetét és a szerzői jogokat jelzi, nem szolgál a cikkben szereplő információk forrásmegjelöléseként.